# Абрауско полуострво
Абрауско полуострво (рус. Абрауский полуостров) малено је полуострво у североисточном делу акваторије Црног мора. Полуострво се налази у јужном делу Руске Федерације и административно припада Краснодарској покрајини, односно њеном Новоросијском градском округу. 
Полуострво је оивичено Анапским и Цемеским заливом на северу и југу, акваторијом Црног мора на западу, те долинама река Цемес и Масхага на истоку. Унутрашњост полуострва има брдски карактер, а његовим централним делом доминира Навагирски планински ланац максималне надморске висине до 550 метара. Ниже подручје је у северном делу полуострва који се налази у ивичном делу Закубањске равнице. На полуострву се налази неколико мањих језера, а највеће и најзначајније међу њима је језеро Абрау. 
Полуострво се налази у зони семиаридне средоземне климе. 
Највећа насеља на полуострву су Новоросијск (његов јужни део), Анапа и Мисхако.